# Volha Barabansjtsjikava
| jaar | rang enkelspel | rang dubbelspel |
| ---- | -------------- | --------------- |
| 1994 | 813            | 723             |
| 1995 | 260            | 348             |
| 1996 | 169            | 289             |
| 1997 | 59             | 129             |
| 1998 | 61             | 97              |
| 1999 | 90             | 115             |
| 2000 | 74             | 300             |
| 2001 | 781            | –               |
| 2002 | 179            | 333             |
| 2003 | 149            | 221             |
| 2004 | 435            | –               |

Volha Oeladzimirawna Barabansjtsjikava (Wit-Russisch: Вольга Уладзіміраўна Барабаншчыкава, Russisch: Ольга Владимировна Барабанщикова) (Minsk, 2 november 1979) is een tennisspeelster uit Wit-Rusland.
Op zevenjarige leeftijd begon zij met het spelen van tennis. Haar favoriete ondergrond is hardcourt. Zij speelt rechtshandig en heeft een enkelhandige backhand. Zij was actief in het proftennis van 1994 tot en met 2004.
In 1996 won zij samen met Amélie Mauresmo het meisjesdubbelspeltoernooi van Wimbledon.
Een jaar later speelde zij haar eerste grandslampartij op Roland Garros, waar zij in de eerste ronde werd uitgeschakeld. Op Wimbledon in 2000 kwam zij tot de vierde ronde, haar beste grandslamresultaat.

## Loopbaan

### Enkelspel
Barabansjtsjikava debuteerde in 1994 op het ITF-toernooi van Londen (Engeland). Zij stond in 1995 voor het eerst in een finale, op het ITF-toernooi van Pontevedra (Spanje) – zij verloor van de Spaanse Paula Hermida. Later dat jaar veroverde Barabansjtsjikava haar eerste titel, op het ITF-toernooi van Poitiers (Land), door de Oekraïense Olena Tatarkova te verslaan. In totaal won zij drie ITF-titels, de laatste in 2002 in Opole (Polen).
In 1996 nam Barabansjtsjikava deel aan de Olympische spelen in Atlanta – zij werd in de eerste ronde uitgeschakeld door Française Mary Pierce. Later dat jaar speelde Barabansjtsjikava voor het eerst op een WTA-hoofdtoernooi, op het toernooi van Pattaya. Zij stond in 1998 voor de eerste en enige keer in een WTA-finale, op het toernooi van Istanbul – zij verloor van de Slowaakse Henrieta Nagyová.
Haar hoogste notering op de WTA-ranglijst is de 49e plaats, die zij bereikte in maart 1998.

### Dubbelspel
Barabansjtsjikava was in het dubbelspel minder actief dan in het enkelspel. Zij debuteerde in 1994 op het ITF-toernooi van Londen (Engeland), samen met de Hongaarse Réka Vidáts. Zij stond in 1995 voor het eerst in een finale, op het ITF-toernooi van Orense (Spanje), samen met de Spaanse Paula Hermida – zij verloren van het Nederlandse duo Stephanie Gomperts en Henriëtte van Aalderen. De week erna veroverde Barabansjtsjikava haar eerste titel, op het ITF-toernooi van Pontevedra (Spanje), weer samen met Hermida (van wie zij de enkelspelfinale verloor), door het duo Katia Altilia en Stéphanie Content te verslaan. In totaal won zij vier ITF-titels, de laatste in 2003 in Redbridge (Engeland).
In 1996 nam Barabansjtsjikava deel aan de Olympische spelen in Atlanta, samen met Natallja Zverava – zij bereikten er de tweede ronde. Later dat jaar speelde Barabansjtsjikava voor het eerst op een WTA-hoofdtoernooi, op het toernooi van Pattaya, samen met de Australische Louise Pleming. Zij stond in 1999 voor de eerste en enige keer in een WTA-finale, op het toernooi van Bratislava, samen met de Amerikaanse Lilia Osterloh – zij verloren van het Belgische koppel Kim Clijsters en Laurence Courtois. In 2000 nam Barabansjtsjikava deel aan de Olympische spelen in Sydney, nogmaals samen met Natallja Zverava – zij bereikten er de halve finale (die zij verloren van het Nederlandse duo Kristie Boogert en Miriam Oremans) waarna zij de bronzen finale verloren van het Belgische koppel Els Callens en Dominique Van Roost.
Haar beste resultaat op de grandslamtoernooien is het bereiken van de tweede ronde. Haar hoogste notering op de WTA-ranglijst is de 81e plaats, die zij bereikte in oktober 1998.

#### Gemengd dubbelspel
Haar beste resultaat behaalde Barabansjtsjikava op Roland Garros 1999, samen met de Tsjech David Rikl – zij bereikten er de derde ronde.

### Tennis in teamverband
In de periode 1996–2003 maakte Barabansjtsjikava deel uit van het Wit-Russische Fed Cup-team – zij behaalde daar een winst/verlies-balans van 33–17.

## Palmares
| Legenda                |
| ---------------------- |
| Grandslamtoernooi      |
| Olympische Spelen      |
| Year-End Championships |
| Tier I                 |
| Tier II                |
| Tier III               |
| Tier IV & V            |

### WTA-finaleplaatsen enkelspel
| nr.              | finale     | toernooi     | ondergrond | tegenstandster   | score         |
| ---------------- | ---------- | ------------ | ---------- | ---------------- | ------------- |
| gewonnen finales |            |              |            |                  |               |
| geen             |            |              |            |                  |               |
| verloren finales |            |              |            |                  |               |
| 1.               | 1998-08-09 | WTA Istanbul | hardcourt  | Henrieta Nagyová | 4-6, 6-3, 6-7 |

### WTA-finaleplaatsen vrouwendubbelspel
| nr.              | finale     | toernooi       | ondergrond    | partner        | tegenstandsters                 | score         |
| ---------------- | ---------- | -------------- | ------------- | -------------- | ------------------------------- | ------------- |
| gewonnen finales |            |                |               |                |                                 |               |
| geen             |            |                |               |                |                                 |               |
| verloren finales |            |                |               |                |                                 |               |
| 1.               | 1999-10-24 | WTA Bratislava | hardcourt (i) | Lilia Osterloh | Kim Clijsters Laurence Courtois | 2-6, 6-3, 5-7 |

## Resultaten grandslamtoernooien
| Legenda | Legenda                          |
| ------- | -------------------------------- |
| g.t.    | geen toernooi gehouden           |
| l.c.    | lagere categorie                 |
| –       | niet deelgenomen                 |
| G       | uitgeschakeld in de groepsfase   |
| 1R      | uitgeschakeld in de eerste ronde |
| 2R      | uitgeschakeld in de tweede ronde |
| 3R      | uitgeschakeld in de derde ronde  |
| 4R      | uitgeschakeld in de vierde ronde |
| KF      | uitgeschakeld in de kwartfinale  |
| HF      | uitgeschakeld in de halve finale |
| F       | de finale verloren               |
| W       | het toernooi gewonnen            |
| w-v     | winst/verlies-balans             |

### Enkelspel
| Toernooi        | 1997 | 1998 | 1999 | 2000 | 2001 | w-v |
| --------------- | ---- | ---- | ---- | ---- | ---- | --- |
| Australian Open | –    | 3R   | –    | 2R   | 1R   | 3-3 |
| Roland Garros   | 1R   | 1R   | 2R   | 1R   | –    | 1-4 |
| Wimbledon       | 2R   | 1R   | 2R   | 4R   | –    | 5-4 |
| US Open         | 3R   | 2R   | 1R   | 1R   | –    | 3-4 |

### Vrouwendubbelspel
| Toernooi        | 1997 | 1998 | 1999 | 2000 | w-v |
| --------------- | ---- | ---- | ---- | ---- | --- |
| Australian Open | –    | 1R   | –    | 1R   | 0-2 |
| Roland Garros   | –    | 1R   | 1R   | –    | 0-2 |
| Wimbledon       | 1R   | 2R   | 2R   | –    | 2-3 |
| US Open         | –    | 1R   | –    | –    | 0-1 |

### Gemengd dubbelspel
| Toernooi        | 1998 | 1999 | w-v |
| --------------- | ---- | ---- | --- |
| Australian Open | –    | –    | 0-0 |
| Roland Garros   | –    | 3R   | 2-1 |
| Wimbledon       | 2R   | 1R   | 1-2 |
| US Open         | –    | –    | 0-0 |